# St. Eustachius und Agathe (Magdeburg)

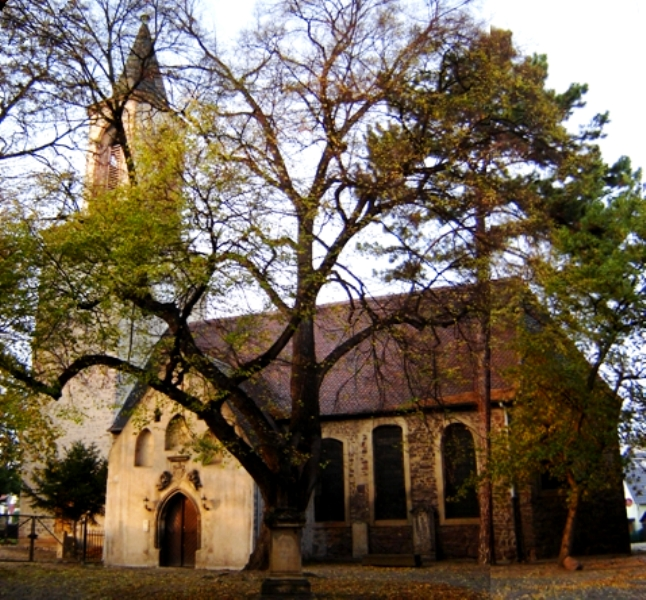
Südansicht

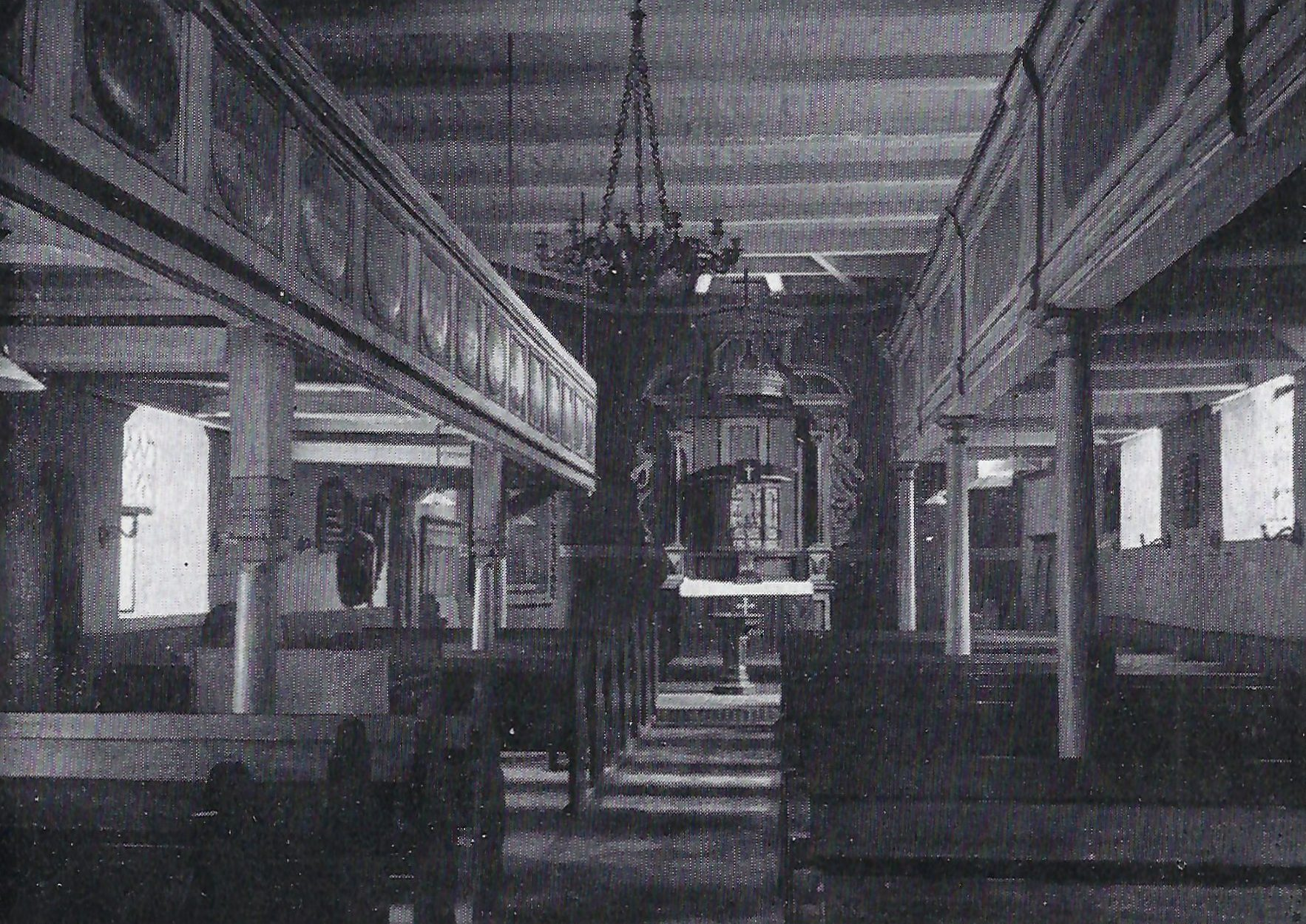
Kircheninneres, 1934 oder früher

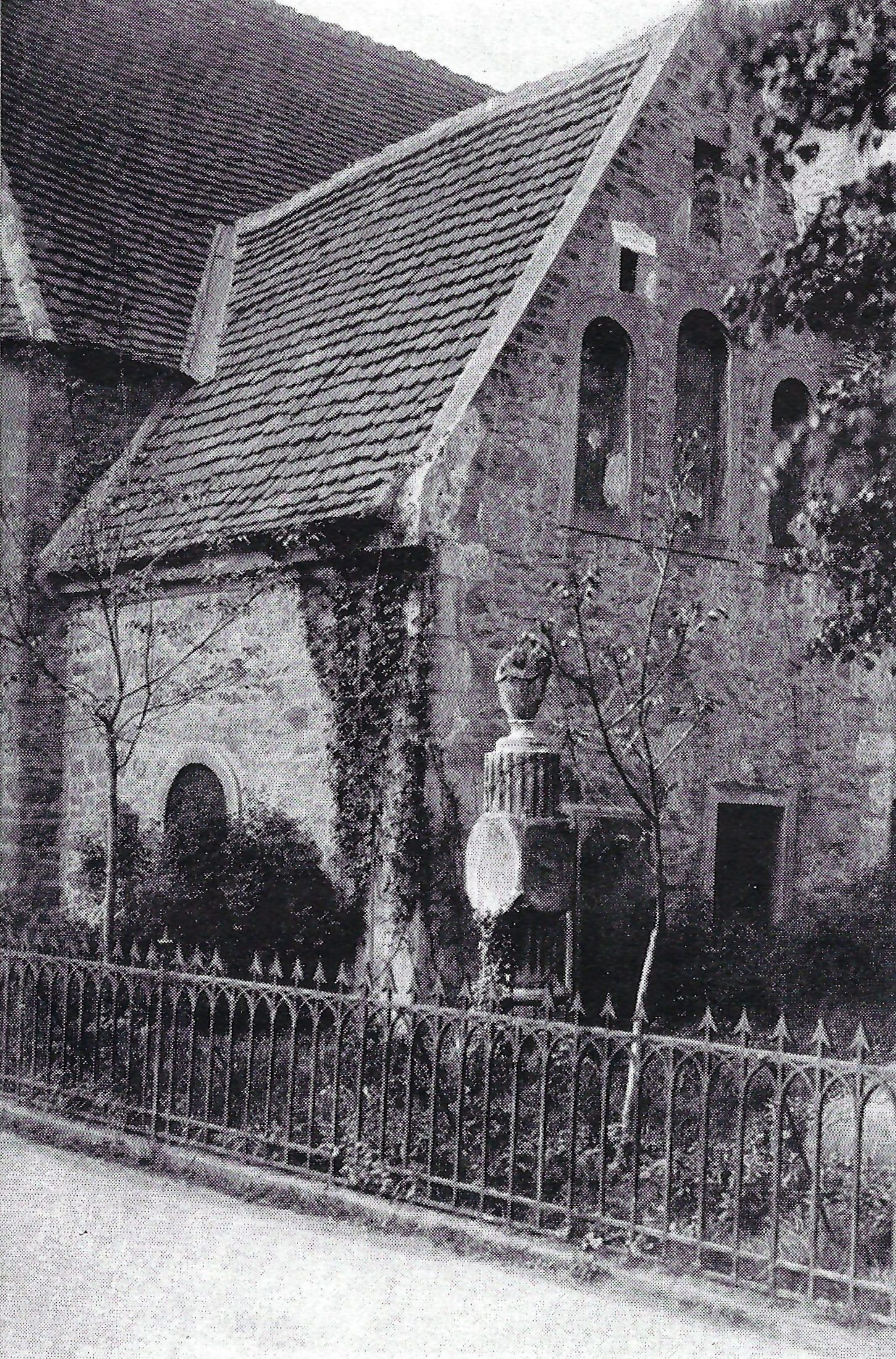
Sakristei, 1934 oder früher

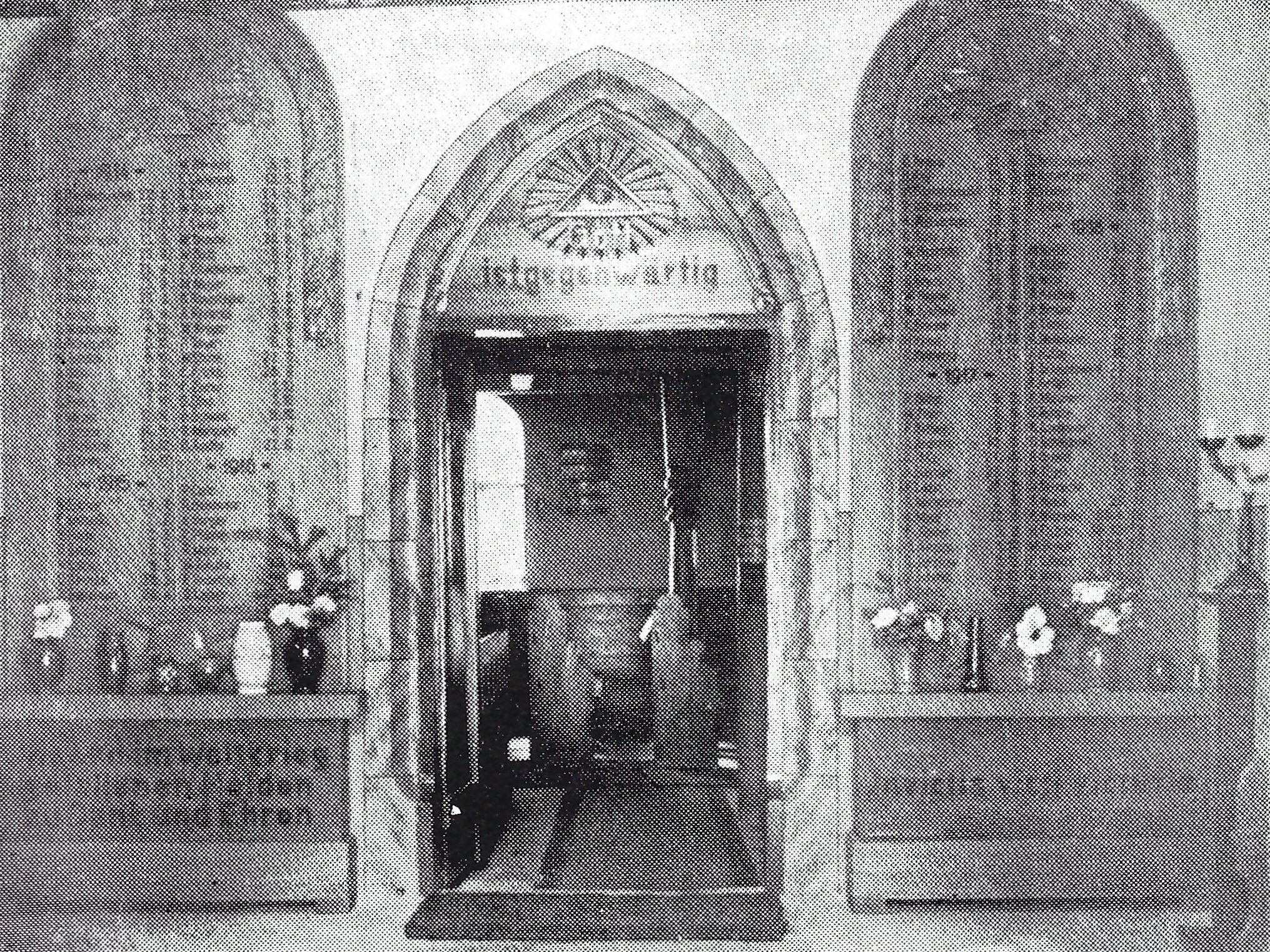
Gedächtnishalle für die Opfer des Ersten Weltkrieges, 1934 oder früher

Die Kirche St. Eustachius und St. Agathe ist die evangelische Kirche des Magdeburger Stadtteils Diesdorf und ist in ihrem Ursprung über 650 Jahre alt.

## Bau
Das Kirchengebäude gliedert sich in das rechteckige Kirchenschiff, als Saalbau im romanischen Stil errichtet, dem quadratischen Sakristeianbau an der Nordwand, der Portalhalle im Süden und dem querrechteckigen Westturm mit seinen 1,35 Meter dicken Wänden. Turm und Schiff sind aus Bruchsteinen errichtet worden.
Die ältesten Gebäudeteile sind das Kirchenschiff und das Turmuntergeschoss, die um 1350 entstanden sind. Ende des 14. Jahrhunderts wurde der Sakristeianbau hinzugefügt, der mit einem Kreuzrippengewölbe ausgestattet wurde. Die südliche Vorhalle stammt vermutlich aus dem Ende des 15. Jahrhunderts. 1610 erhielt der Kirchturm erstmals eine Turmuhr. In den Jahren 1692 bis 1697 unterzog man der Kirche einer umfangreichen Renovierung, bei der dem Kirchenschiff im Osten ein dreiseitiger Chorraum angefügt wurde. Nachdem während der napoleonischen Besetzung der Kirchturm durch eingebrochene Schießscharten (Wehrkirche) erheblich beschädigt worden war, setzte man im Zuge der Reparaturarbeiten um 1830 dem Turm ein quadratisches Glockengeschoss mit achteckigem Spitzhelm auf. Außerdem wurde der Turm mit einem romanischen Fries aus rotem Sandstein und einem großen Rosettenfenster geschmückt.
Das Kirchenschiff ist innen mit einer flachen Holzbalkendecke versehen. Die Hufeisenempore stammt aus der Renovierung Ende des 17. Jahrhunderts. Auf der Westempore steht die Orgel mit ihrem barocken Orgelprospekt, erbaut 1723 von Christoph Treutmann. Zum frühbarocken, ebenfalls aus Bruchsteinen errichteten Kanzelaltar gehört ein Altarbild im Stil protestantischer Ikonografie, das dem Maler Johann Georg Aberkunk zugeordnet wird, der auch Werke in der Stadtkirche Egeln und der Kirche von Niederndodeleben hinterlassen hat. Im 19. Jahrhundert befand sich im Kirchengebäude die Walbecker Glocke, eine der ältesten erhaltengebliebenen Glocken in Deutschland. Für die damalige Zeit ungewöhnlich, wurden 1946 im Chor und der Vorhalle farbige Glasfenster eingesetzt, die unter anderem die beiden Namenspatrone der Diesdorfer Kirche St. Eustachius und St. Agathe zeigen.
Südwestlich der Kirche befindet sich das gleichfalls denkmalgeschützte Pfarrhaus Diesdorf.
Im örtlichen Denkmalverzeichnis ist die Kirche unter der Erfassungsnummer 094 06301 als Baudenkmal verzeichnet.